# Wypadek autobusu w Kericho
Wypadek autobusu w hrabstwie Kericho – wypadek drogowy, do którego doszło 10 października 2018 roku w miejscowości Fort Ternan w hrabstwie Kericho, niedaleko miasta o tej samej nazwie, w zachodniej części Kenii. W wyniku wypadku zginęło 55 osób.

## Przebieg
10 października 2018 około 4:00 nad ranem w hrabstwie Kericho doszło do wypadku autobusu. Jadący ze stolicy Kenii, Nairobi, do Kakamegi pojazd opuścił drogę, stoczył się po stromym zboczu, przebił barierkę, przewrócił, a następnie zjechał 20 metrów na skaliste miejsce zrywając dach. James Mugera, komisarz policji hrabstwa Kericho poinformował, że kierowca stracił kontrolę nad pojazdem. W autobusie podróżowało co najmniej 70 osób, niektórzy z nich stali.
W wyniku wypadku zginęło 55 osób. Wśród ofiar śmiertelnych jest 31 mężczyzn, 15 kobiet i 9 dzieci. Kilkanaście osób, które przeżyły wypadek, zostało przetransportowanych do szpitala w stolicy hrabstwa. Według przedstawicieli władz lokalnych szpital potrzebował krwi do transfuzji, ponieważ większość ocalałych wymaga operacji. Na miejscu zdarzenia w akcji ratunkowej oprócz policji brali udział także mieszkańcy pobliskiej wioski. Przedstawiciel władz lokalnych zapowiedział zrezygnowanie z opłat pogrzebowych dla ofiar tragedii.

## Reakcje
Przedstawiciel lokalnej policji podał, że autobus nie był licencjonowany do działania w ciągu nocy. Według świadków pojazd był przeciążony i poruszał się ze zbyt dużą prędkością. Jeden z ocalałych stwierdził, że kierowca nie przestrzegał zasad ruchu drogowego, ale nie zgłosił zastrzeżeń, ponieważ obawiał się pobicia. Choć autobus był zarejestrowany na 62 osoby, wiadomo, że podróżowało nim co najmniej 71 osób. Miejsce wypadku znane było już wcześniej jako czarny punkt. W ciągu roku poprzedzającego ten wypadek doszło tu do ponad 20 wypadków.
Pojazdem kierował 72-letni mężczyzna, który dobrze znał trasę. Jedną z przyczyn wypadku mogło być zmęczenie, gdyż prowadził od godziny 17:00 dnia poprzedniego. Kierowca nie posiadał także leków, które w Kenii są wymagane przy podróżach na długich dystansach. Właściciel przedsiębiorstwa Western Cross Sacco, do którego należał pojazd, potwierdził, że był zatrudniony w firmie od 7 lat.
Prezydent Kenii, Uhuru Kenyatta, złożył kondolencje rodzinom ofiar i życzył szybkiego powrotu do zdrowia poszkodowanym w wypadku.